# 四苯基锗
四苯基锗是一种有机锗化合物，化学式 (C
6H
5)
4Ge。

## 制备
四苯基锗在1925年被 Gilbert T. Morgan、Harry Dugald 和Keith Drew berichtet报告。它是由四溴化锗和极度过量的格氏试剂苯基溴化镁在乙醚反应而成。通过减少格式试剂的量，可以得到一溴、二溴和三溴化物。
{\displaystyle \mathrm {4(C_{6}H_{5})MgBr+\ GeBr_{4}\ {\xrightarrow[{Et_{2}O}]{}}\ Ge(C_{6}H_{5})_{4}+\ 4\ MgBr_{2}} }
之后，四苯基锗可以在甲苯中重结晶。.

## 性质
四苯基锗是四方晶系的，空间群 P421c (No. 114)。

## 反应
四苯基锗和卤素或卤化物反应，会产生对应的一卤、二卤和三卤化物。
溴和四苯基锗在沸腾的四氯化碳反应，产生三苯基溴化锗：
{\displaystyle \mathrm {Ge(C_{6}H_{5})_{4}+\ Br_{2}\ {\xrightarrow[{CCl_{4}}]{}}\ BrGe(C_{6}H_{5})_{3}+\ BrC_{6}H_{5}} }
在其它条件下，则会产生二苯基二溴化锗：
{\displaystyle \mathrm {Ge(C_{6}H_{5})_{4}+\ 2\ Br_{2}\ {\xrightarrow[{}]{}}\ Br_{2}Ge(C_{6}H_{5})_{2}+\ 2\ BrC_{6}H_{5}} }
四苯基锗和四氯化锗反应，产生苯基三氯化锗：
{\displaystyle \mathrm {Ge(C_{6}H_{5})_{4}+\ 3\ GeCl_{4}\ {\xrightarrow {120\,{}^{\circ }C}}\ 4\ Cl_{3}Ge(C_{6}H_{5})} }